# 배드 보이 레코드
배드 보이 레코드(Bad Boy Record)는 퍼프 대디가 만든 힙합레이블이다. 1993년에 설립하였다.

## 역사
1990년대 힙합이 대중화될 무렵, 퍼프 대디는 레이블을 설립하게 되는데, 1993년 그는 뉴욕에서 마약을 팔며, 랩을 하던 Notorious B.I.G를 만나게 되며, 그의 음반을 내주기로 결심한다.그래서 나온 앨범이 1994년 'Ready To Die'이다.이 앨범은 뉴욕을 다시 살리게 된 고마운 앨범이었으며,One More Chance/Stat With Me 는'Billboard Hot Rap & Hot R&B/Hiphop & HotDance Chart 1위'가 되었고,Big Poppa/Warning는 Billboard Hot Single Chart 6위, Hotrap& Hotdance차트 1위,Juicy/Unbelievable 또한 Billboard Hotdance Chart 1위, Hotrap chart 3위를 기록하였다.그후에 Faith Evans라는 R&B가수를 영입하고,112,Lil Kim,8ball & MJG,Boyz N Da hood 등에 랩퍼들을 키워냈으며,동부의 대표 레이블이라고 할만큼 대단했다.

## 같이 보기
- 퍼프 대디
- Notorious B.I.G
- 베드 보이 레코드의 아티스트